# Tour de France Automobile 1978
Tour de France Automobile 1978 (37. Tour de France Automobile) – rajd samochodowy rozgrywany we Francji od 16 do 21 września 1978 roku. Była to dwunasta runda Rajdowych Mistrzostw Świata w roku 1978 (zaliczana tylko do tzw. Pucharu FIA Kierowców, nie producentów) oraz czterdziesta runda Rajdowych Mistrzostw Europy w roku 1978. Rajd został rozegrany na nawierzchni szutrowej i asfaltowej. Bazą rajdu były francuskie miasta Biarritz i Nicea.

## Klasyfikacja generalna[2]
| Miejsce | Nr | Kierowca                  | Pilot              | Samochód                  | Czas       | Strata     | Grupa | Pkt WRC | Pkt ERC |
| ------- | -- | ------------------------- | ------------------ | ------------------------- | ---------- | ---------- | ----- | ------- | ------- |
| 1       | 4  | Michèle Mouton            | Françoise Conconi  | Fiat 131 Abarth           | 11:18:15.7 |            | 4     | 9       | 80      |
| 2       | 9  | Jean-Louis Clarr          | Christian Gilbert  | Opel Kadett GT/E          | 11:34:01.8 | +15:46.1   | 1     | 6       | 60      |
| 3       | 6  | Chris Sclater             | Martin Holmes      | Vauxhall Chevette 2300 HS | 11:40:04.0 | +21:48.3   | 4     | 4       | 48      |
| 4       | 42 | Jean-Sébastien Couloumiès | Jean-Bernard Vieu  | Opel Kadett GT/E          | 11:49:05.7 | +30:50.0   | 2     | 3       | 40      |
| 5       | 67 | Christian Dorche          | Gérard Roncin      | Opel Kadett GT/E          | 12:18:39.7 | +1:00:24.0 | 1     | 2       | 32      |
| 6       | 31 | Christian Gardavot        | Claude Ferrato     | Porsche 911 Carrera       | 12:31:44.7 | +1:13:29.0 | 3     | 1       | 24      |
| 7       | 45 | Max Hazard                | Claudine Hazard    | Opel Kadett GT/E          | 12:58:31.4 | +1:40:15.7 | 2     |         | 16      |
| 8       | 76 | Guy Troncal               | Cathy Chrisodoulos | Opel Kadett GT/E          | 13:26:02.0 | +2:07:46.3 | 2     |         | 12      |
| 9       | 85 | Claude Bayon              | Sylvie Bayon       | Opel Kadett GT/E          | 13:27:01.0 | +2:08:45.3 | 1     |         | 8       |
| 10      | 37 | Alain Chabas              | P. Thomas          | Alpine-Renault A110       | 13:32:08.0 | +2:13:52.3 | 3     |         | 4       |

## Punktacja

### Klasyfikacja  FIA Cup for Rally Drivers (WRC)
| Lp | Producent           | Pkt. |
| -- | ------------------- | ---- |
| 1  | Markku Alén         | 38   |
| 2  | Jean-Pierre Nicolas | 22   |
| 3  | Walter Röhrl        | 21   |
| 3  | Hannu Mikkola       | 21   |
| 5  | Björn Waldegård     | 12   |

- Uwaga: Tabela obejmuje tylko pięć pierwszych miejsc.